# Missulena
Missulena é um gênero de aranhas mygalomorphae na família Actinopodidae, às vezes chamadas de aranhas-rato. Foi descrito pela primeira vez por Charles Athanase Walckenaer em 1805. A M. tussulena é encontrada no Chile, mas o resto das espécies é nativo da Austrália.
O termo "aranha-rato" vem da crença agora contestada de que eles cavam tocas profundas semelhantes às dos ratos. A Scotophaeus blackwalli também compartilha o nome comum de "aranha-rato", mas na verdade é bem diferente. Ela pertence a uma família diferente, não é um mygalomorphe, é muito menor, tem uma aparência muito diferente e não é considerada perigoso.

## Descrição
As aranhas-rato são aranhas de médio a grande porte, que variam em comprimento de 1 cm a 3 cm. Sua carapaça é brilhante e elas tem cabeças altas e largas, com olhos espalhados na frente da cabeça. Elas têm fieiras curtas, localizadas na parte posterior do abdômen. As aranhas-rato exibem dimorfismo sexual, com as aranhas fêmeas sendo totalmente pretas; e aranhas machos com coloração específica da espécie. O macho da aranha-rato do leste (M. bradleyi) tem uma mancha azulada, e a aranha macho de cabeça vermelha (M. occatoria) é de cor acastanhada ou preto-azulada, com mandíbulas tingidas de vermelho brilhante.
As aranhas-rato se alimentam principalmente de insetos, embora possam consumir outros pequenos animais conforme a oportunidade se apresenta. Os principais predadores da aranha-rato incluem vespas, centopeias e escorpiões.

## Distribuição e habitat
As aranhas-rato têm distribuição Gondwana, com uma espécie encontrada no Chile e as demais distribuídas por toda a Austrália, enquanto os gêneros relacionados mais próximos ocorrem em outras partes da América do Sul.[carece de fontes?] Semelhante às aranhas de alçapão, as aranhas-rato vivem em tocas cobertas por alçapões, que podem se estender a quase 30 cm em profundidade. As aranhas-rato fêmeas geralmente permanecem em suas tocas; os machos vagam em busca de parceiros.

## Significado médico
As picadas de aranhas-rato são dolorosas, mas geralmente não são perigosas, pois os envenenamentos graves são relativamente raros; a maioria das picadas de aranha-rato documentadas na literatura médica não requer o uso de antiveneno ou envolve sintomas graves. Descobriu-se que o veneno da aranha-rato do leste (M. bradleyi) contém toxinas semelhantes à atracotoxina delta encontrada no veneno da aranha-funil australiana;[carece de fontes?] e o antiveneno australiano para aranhas-de-teia-de-funil são eficazes no tratamento de picadas graves de aranhas-rato. Ao contrário das aranhas-teia-de-funil australianas, a aranha-rato é muito menos agressiva com os humanos e pode frequentemente dar picadas "secas".
Algumas evidências sugerem que a picada de uma aranha-rato é potencialmente tão séria quanto a de uma aranha-funil-australiana; no entanto, as picadas registradas dessa aranha são raras, apesar da abundância de algumas espécies em meio à habitação humana. O antiveneno da teia-de-funil é um tratamento eficaz para picadas graves.

## Espécies

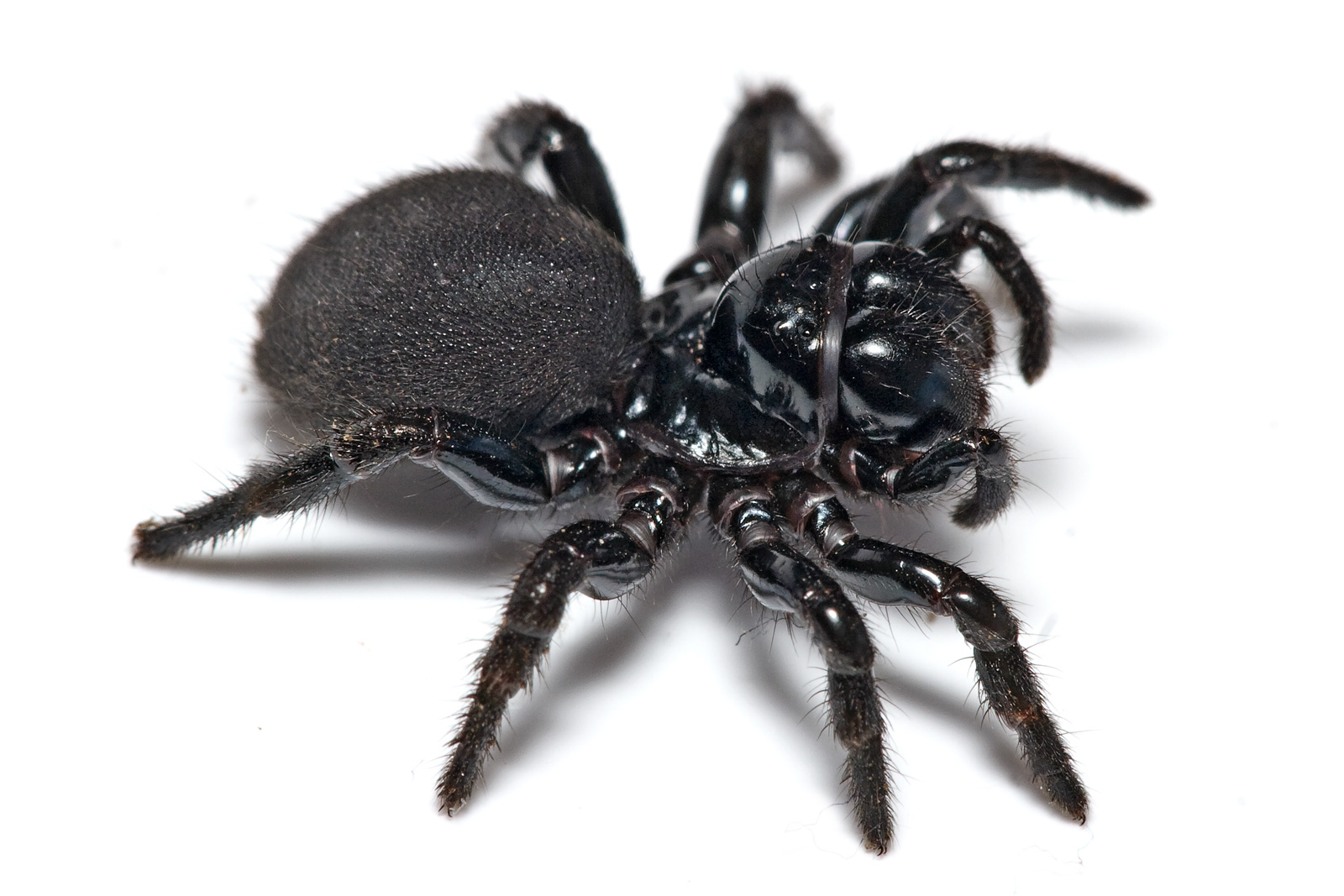
Missulena bradleyi

Desde março de 2019, contém 18 espécies.
- Missulena bradleyi Rainbow, 1914 - Austrália (Nova Gales do Sul).
- Missulena dipsaca Faulder, 1995 - Austrália.
- Missulena faulderi Harms & Framenau, 2013 - Austrália (Austrália Ocidental).
- Missulena granulosa (O. Pickard-Cambridge, 1869) —Australia (Austrália Ocidental).
- Missulena harewoodi Framenau & Harms, 2017 —Australia (Austrália Ocidental).
- Missulena hoggi Womersley, 1943 —Australia (Austrália Ocidental).
- Missulena insignis (O. Pickard-Cambridge, 1877) - Austrália.
- Missulena langlandsi Harms & Framenau, 2013 - Austrália (Austrália Ocidental).
- Missulena leniae Miglio, Harms, Framenau & Harvey, 2014 —Australia (Austrália Ocidental).
- Missulena mainae Miglio, Harms, Framenau & Harvey, 2014 —Australia (Austrália Ocidental).
- Missulena melissae Miglio, Harms, Framenau & Harvey, 2014 —Australia (Austrália Ocidental).
- Missulena occatoria Walckenaer, 1805 - Sul da Austrália.
- Missulena pinguipes Miglio, Harms, Framenau & Harvey, 2014 —Australia (Austrália Ocidental).
- Missulena pruinosa Levitt-Gregg, 1966 —Australia (Austrália Ocidental, Território do Norte).
- Missulena reflexa Rainbow & Pulleine, 1918 —Australia (South Australia).
- Missulena rutraspina Faulder, 1995 —Australia (Austrália Ocidental, Austrália do Sul, Victoria).
- Missulena torbayensis Main, 1996 —Australia (Austrália Ocidental).
- Missulena tussulena Goloboff, 1994 —Chile.